# Palazzo delle Sacre Congregazioni Romane

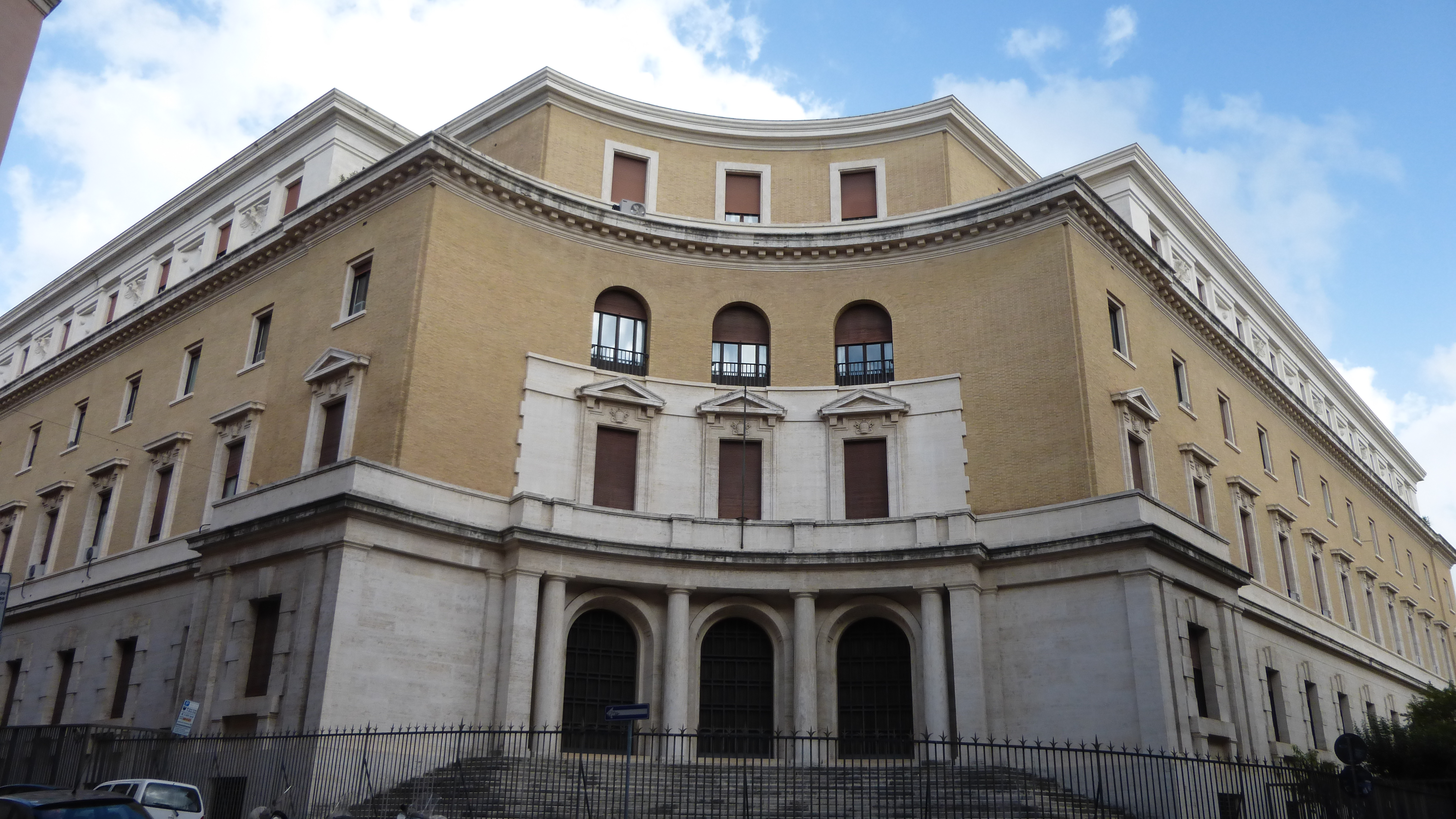
Esquina do palácio, na Via Luciano Manara (esq.) com a Via di San Cosimato (dir.).

Palazzo delle Sacre Congregazioni Romane é um palácio localizado num grande quarteirão que vai da Piazza di San Callisto, passa pela Via di San Cosimato, Via Luciano Manara e Via Giacomo Venezian, no rione Trastevere de Roma. É ligado ao vizinho Palazzo di San Callisto, do qual é um anexo.

## História
Em 1930, o papa Pio XI determinou a construção de um imenso anexo ao Palazzo di San Calisto para abrigar as Sagradas Congregações. As obras de começaram em 1932 com base num projeto do arquiteto Giuseppe Momo e o edifício foi inaugurado em 25 de maio de 1936 pelo próprio Pio XI. Em 1964, o Vicariato transferiu sua sede do antigo Palazzo Maffei Marescotti para o Palazzo di San Callisto, onde permaneceu por apenas três anos. Em 1967, a sede se transferiu definitivamente para o Palácio de Latrão.

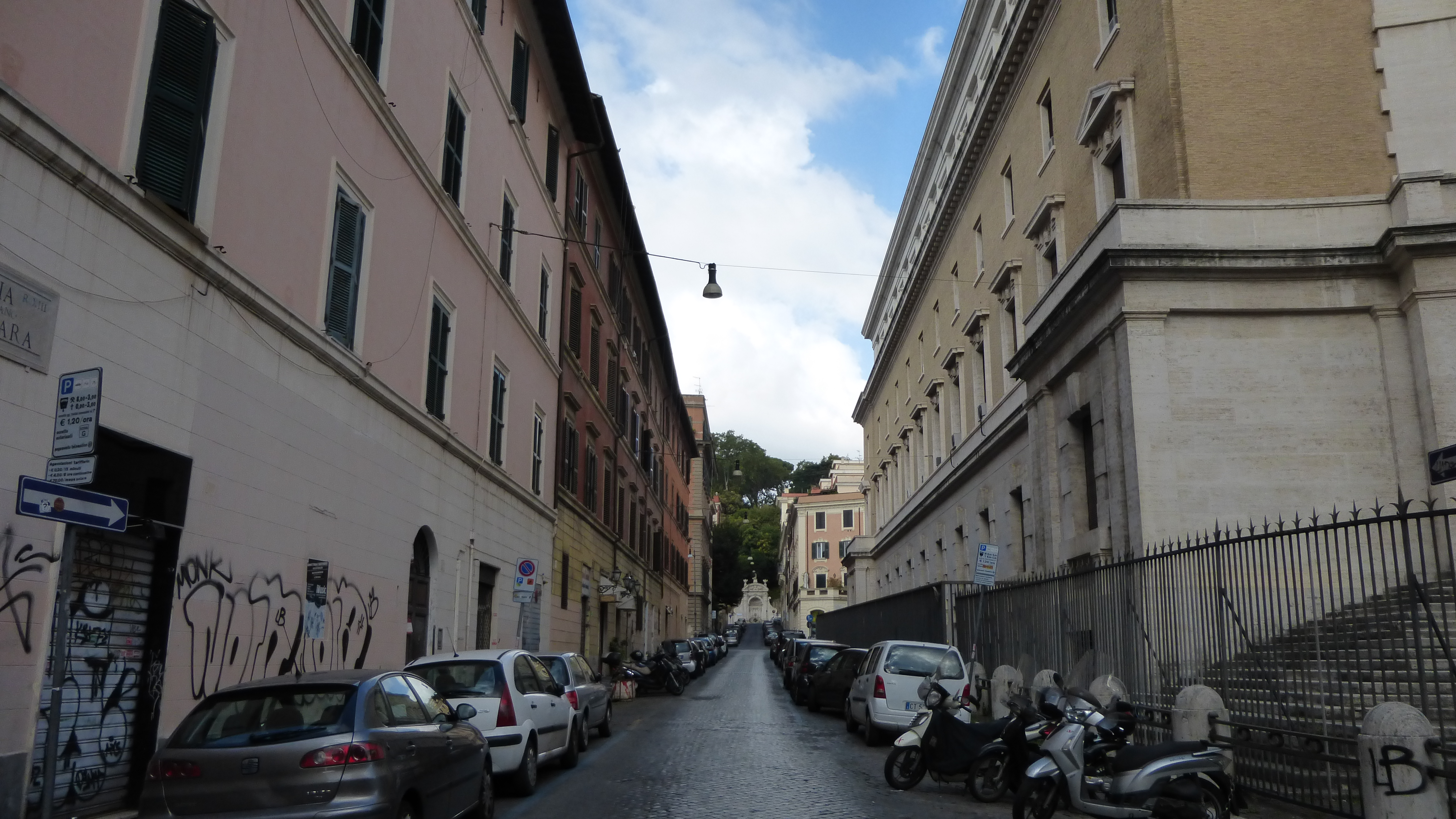
Lateral do palácio na Via Luciano Manara (direita).

No pátio interno está uma estátua de Pio XI, obra do escultor Eduardo Rubino.
Segundo o Tratado de Latrão, toda a região do palácio pertence à Santa Sé e é uma zona extraterritorial do Vaticano em Roma.

## Utilização
O Palazzo di San Callisto e o anexo no Palazzo delle Sacre Congregazione Romane abrigam os seguintes escritórios:
- Caritas internationalis;
- Circolo San Pietro;
- Dicastério para os Leigos, a Família e a Vida;
- Dicastério para o Serviço do Desenvolvimento Humano Integral;
- Associação Primária Católica Artístico-Operária;
- Representação da Santa Sé junto à Organização das Nações Unidas para Alimentação e Agricultura, o Fundo Internacional de Desenvolvimento Agrícola e o Programa Alimentar Mundial;
- Seccional romana da Ordem Equestre do Santo Sepulcro de Jerusalém;
- Várias outras organizações católicas afiliadas total ou parcialmente à Santa Sé;